# Демель, Мартин
Мартин Демель (нем. Martin Dehmel; 6 февраля 1886 — 26 августа 1964) — германский военачальник, генерал-лейтенант (1941), участник Первой и Второй мировых войн. 

## Биография
Поступил на военную службу в 1907 году, в 1909 году получил звание лейтенанта. 
Участвовал в Первой мировой войне. 24 декабря 1914 года произведён в обер-лейтенанты, 18 августа 1916 года — в капитаны. Получил за заслуги Железный крест обоих классов.
После поражения — в рейхсвере. С 1929 года — майор, с 1931 года командовал пехотным батальоном, с 1933 года — инженерным батальоном, в том же году получил звание подполковника. Позже был начальником инженерной службы армейского корпуса и армейской группы, 1 октября 1935 года получил звание полковника.
1 июня 1939 года получил звание генерал-майора, накануне Второй мировой войны 26 августа 1939 года назначен начальником инженерной службы 14-й армии, с которой участвовал в Польской (1939) кампании. 
6 февраля 1940 года назначен командиром 292-й пехотной дивизии, участвовал во Французской (1940) кампании, 1 июня 1941 года получил звание генерал-лейтенанта.
В войне против СССР в составе группы армий «Центр» участвовал в Белостокско-Минском и Смоленском сражениях, 17 сентября 1941 года оставил командование дивизией и переведен в резерв. 
С 16 декабря 1941 года — на командных должностях в инженерной службе Главного командования сухопутных войск (ОКХ), 3 февраля 1945 года награждён Немецким крестом в серебре. Ранен в конце войны, до января 1946 года лечился в госпитале, затем объявлен военнопленным. Освобожден 4 апреля 1947 года.